# David H. Rosenthal
David H. Rosenthal (Nova York, 1945 - 30 d'octubre de 1992) fou un poeta, assagista i traductor jueu nord-americà. Ha sigut un gran divulgador de la literatura i la realitat catalanes contemporànies en diversos volums, i el 1984 va publicar una traducció del Tirant lo Blanc, La plaça del Diamant i Solitud, entre d'altres, a l'anglès. Rebé la Creu de Sant Jordi el 1988. Va morir de càncer de pàncrees als 47 anys en plenitud creativa.
El 2008 es va publicar, traduïda al català, la seva obra pòstuma Banderes al vent!, dedicada a la Barcelona d'entreguerres, amb pròleg de Joan Rendé i epíleg de María Luisa García Bermejo.

## Obres
- Eyes on the Street (1974), incorporà dues versions de poemes de Pere Quart i Gabriel Ferrater.
- Modern Catalan Poetry: an Anthology (1980), traducció de 14 poetes catalans
- The time of the doves traducció de La Plaça del Diamant de Mercè Rodoreda (1981)
- Loves of the Poets: Poems (1989)
- Hard Bop: Jazz and Black Music 1955-1965 (1992)
- The Journey: Poems (1992)
- Camellia Street by Mercè Rodoreda (1993)
- Solitude by Víctor Català Caterina Albert
- Four Postwar Catalan Poets (editor, 1994)
- Banderes al vent! La Barcelona de les utopies, 1914-1936. Barcelona: Editorial Meteora (2008)

## Fons personal
El fons personal de David Rosenthal es va incorporar a la Biblioteca d'Humanitats de la Universitat Autònoma de Barcelona el 2008. Aquest fons inclou una selecció de les seves traduccions manuscrites i mecanoscrites, així com diversos jocs de proves de les obres més rellevants que va traduir, com Tirant lo Blanc, El llibre de les bèsties, Incerta glòria, La plaça del Diamant, El carrer de les camèlies, entre d'altres.
Els seus quaderns contenen una varietat d'escrits inèdits, com ara esbossos de poemes, assaigs, crítiques sobre jazz, traduccions i altres materials. A més, el fons inclou exemplars de les obres que va publicar, tant les pròpies com les traduccions realitzades al llarg de la seva carrera.